# Картан (кратер)
Картан (лат. Cartan) — невеликий кратер на видимому боці Місяця, біля Затоки Успіху Моря Достатку. Діаметр — близько 16 км. Названий на честь французького математика Елі Жозефа Картана. Ця назва була затверджена Міжнародним астрономічним союзом 1976 року. До того називався «Аполлоній D» за ім'ям сусіднього кратера Аполлоній. Супутніх кратерів не має.

## Розташування
Картан знаходиться в материковій області між морями Достатку та Криз. За 40 км на південь від нього починається Затока Успіху Моря Достатку. Координати його центру — 4°14′ пн. ш. 59°17′ сх. д. / 4.24° пн. ш. 59.29° сх. д..
Картан є частиною ряду чотирьох невеликих кратерів, що перекривають один одного. На півдні він з'єднується з безіменним 12-кілометровим кратером, той — із 19-кілометровим кратером Аполлоній H, а той — із безіменним 10-кілометровим кратером.
За 18 км на схід від Картана знаходиться більший кратер Аполлоній. Інші близькі до нього кратери з власним ім'ям — Дейлі на півночі, Кондон на південному сході та Амегіно на південному заході. Крім того, в околицях є супутні кратери Аполлонія та Вебба.

## Опис
Картан має не зовсім правильну круглу форму. Окрім того, його вал на півдні порушений перекриттям із сусіднім 12-кілометровим, а на сході — 4-кілометровим кратером. Всередині Картана є ділянка плоского дна діаметром 9 км, поцяткована дрібними кратерами. Центральної гірки, терас на схилах та променевої системи нема. Висота валу кратера відносно дна сягає 2 км на сході та 1,5 км на заході.
За однією з інтерпретацій, ряд кратерів, до складу якого входить Картан, є ланцюжком вторинних кратерів басейну Моря Криз. У такому випадку його вік є нектарським. Існує й давніша оцінка його віку, згідно з якою цей кратер є ранньоімбрійським.

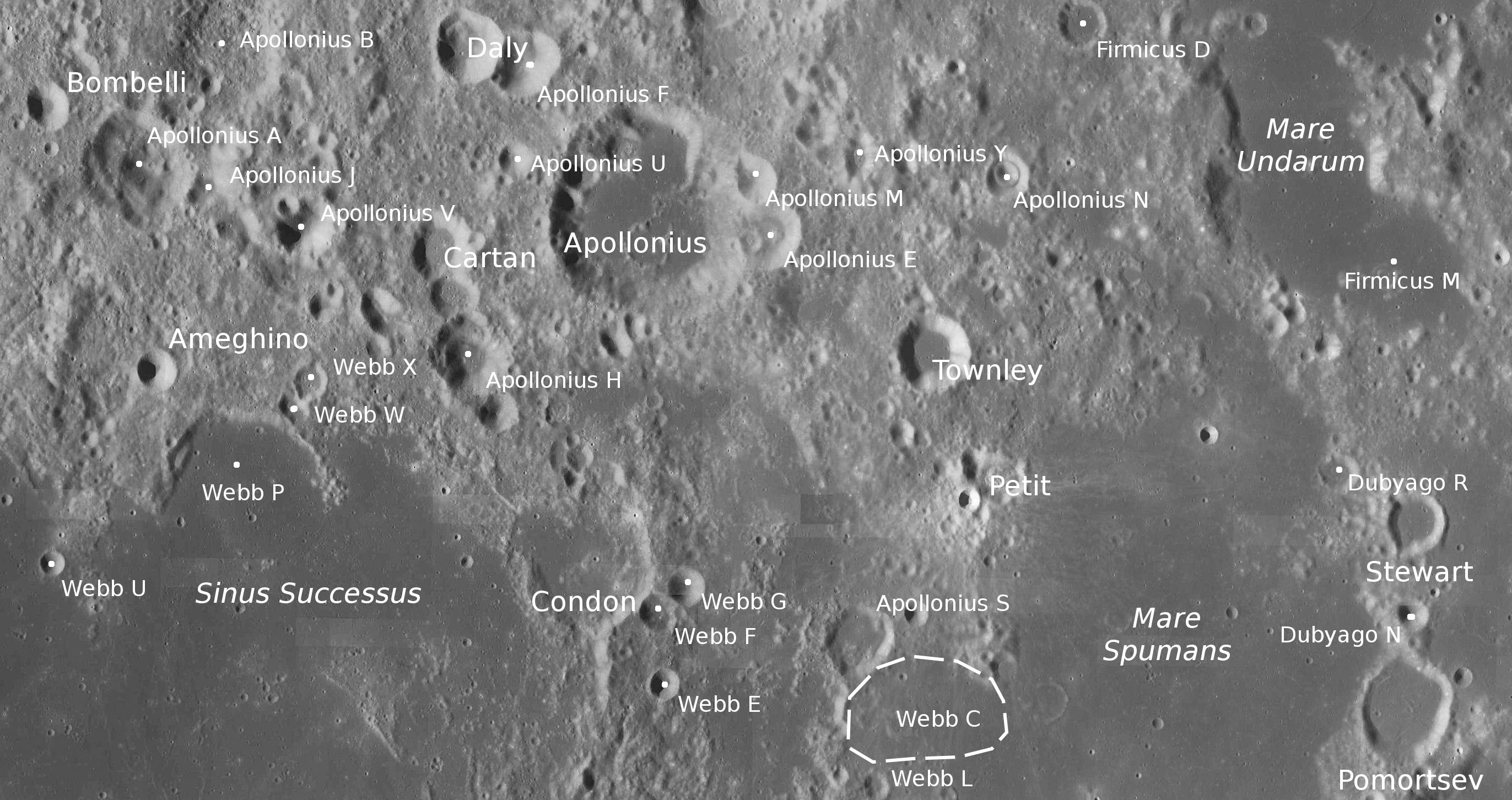
Карта околиць (Картан — лівіше й вище центру)